# Johannes Meyer-Ellerhorst
Johannes Friedrich Ludwig Meyer, ab dem 25. März 1914 Meyer-Ellerhorst, (* 18. April 1857 in Harmenhausen bei Elsfleth; † 2. April 1933 in Oldenburg) war ein deutscher Verwaltungsjurist und von 1918 bis 1924 Präsident des Landesverwaltungsgerichts Oldenburg.

## Biographie
Meyer war der Sohn des Landwirts Friedrich Meyer. Er besuchte das Gymnasium in Verden und studierte von 1875 bis 1878 Rechtswissenschaft an den Universitäten Georg-August-Universität Göttingen und Jena. 1881 trat er in den oldenburgischen Staatsdienst.
Zunächst war er kurze Zeit als Amtsauditor bei den Ämtern Westerstede und Vechta tätig. Zwei Jahre später war Meyer dann als Hilfsarbeiter dem Ministerium der Finanzen des Großherzogtums zugeteilt. Nach Ablegung der zweiten Staatsprüfung wurde er 1884 zum Amtsassessor ernannt und übernahm 1891 als Amtshauptmann die Verwaltung des Amtes Butjadingen. 1902 wurde er Finanzrat und Vortragender Rat im Ministerium der Finanzen und bearbeitete vor allem Fragen des Steuerrechts und der Steuergesetzgebung. 1904 erfolgte die Beförderung zum Oberfinanzrat. Meyer, der 1910 schließlich noch den Titel Geheimer Oberfinanzrat erhielt, war auch Mitglied und später Vorsitzender des Aufsichtsrats der Oldenburgischen Landesbank. Am 1. Juni 1918 wurde er zum Präsidenten des Oldenburgischen Oberverwaltungsgerichts ernannt, das er bis zu seiner Pensionierung am 31. März 1924 leitete.

## Familie
Meyer heiratete Johanne geb. Ellerhorst (1855–1923), die Tochter des Offizialatsrats Christian Ellerhorst (* 1802) in Vechta und der Maria Anna Adolphine geb. Bartel († 1892). Das Ehepaar hatte vier Söhne. 1914 nahm Meyer den Zunamen Ellerhorst an, da der Familienname seiner Frau sonst ausgestorben wäre.